# JR東海交通事業
株式会社JR東海交通事業（ジェイアールとうかいこうつうじぎょう、英: JR-Central Transport Service Company、略称TKJ）は、愛知県で第二種鉄道事業者として城北線の旅客運送や、東海旅客鉄道（JR東海）からの受託業務などを行っている同社の完全子会社（連結子会社）である。

## 沿革
- 1988年（昭和63年）
  - 2月18日 - 株式会社東海交通事業として会社設立。
  - 4月1日 - 旧日本交通観光社から東海地方での業務を引き継ぎ、駅業務受託作業を主体に営業開始。
- 1991年（平成3年）
  - 11月1日 - 城北線第2種鉄道事業免許取得[3]。
  - 12月1日 - 城北線勝川 - 尾張星の宮間が開業[3][7]。
- 1993年（平成5年）
  - 2月19日 - JR東海テレホンセンター開設（JR東海より業務を受託）。
  - 3月18日 - 城北線尾張星の宮 - 枇杷島間が開業[8]。
  - 6月28日 - 本社を名古屋市中村区から西区に移転。
- 1995年（平成7年）
  - 4月1日 - 名古屋駅荷物ほか受託業務拡大。
  - 5月1日 - 城北線旅客運賃改定（改定率11.8%）。
- 2004年（平成16年）10月1日 - 株式会社駅レンタカー中部を吸収合併し、レンタカー事業開始[3]。
- 2024年（令和6年）10月1日 - 商号を株式会社JR東海交通事業に変更[5]。

## 事業所
2025年（令和7年）現在。
- 本社
- 鉄道部
- 静岡支店
- 沼津事業所
- 静岡東事業所
- 静岡西事業所
- 浜松事業所
- 三河事業所
- 名古屋東事業所
- JR東海テレフォンセンター
- JR東海案内センター
- 名古屋第一事業所
- 名古屋第二事業所
- 岐阜事業所
- 東濃事業所
- 尾張事業所

## 鉄道事業

### 路線
- 城北線：勝川 - 枇杷島 11.2km（第2種鉄道事業）

運行路線の城北線は、親会社のJR東海が第1種鉄道事業者であり、JR東海交通事業は第2種鉄道事業者として営業している。JR東海自体は城北線で列車を運行していない。社名に「JR」と付くが、JR東海交通事業の営業路線としては旅客鉄道会社線（JR旅客6社の鉄道線、JR線）には含まれない。鉄道における旅客案内では、路線名「城北線」を多用し、会社名は基本的に会社そのものを指す場合のみに限られる。

### 車両

#### 現用車両

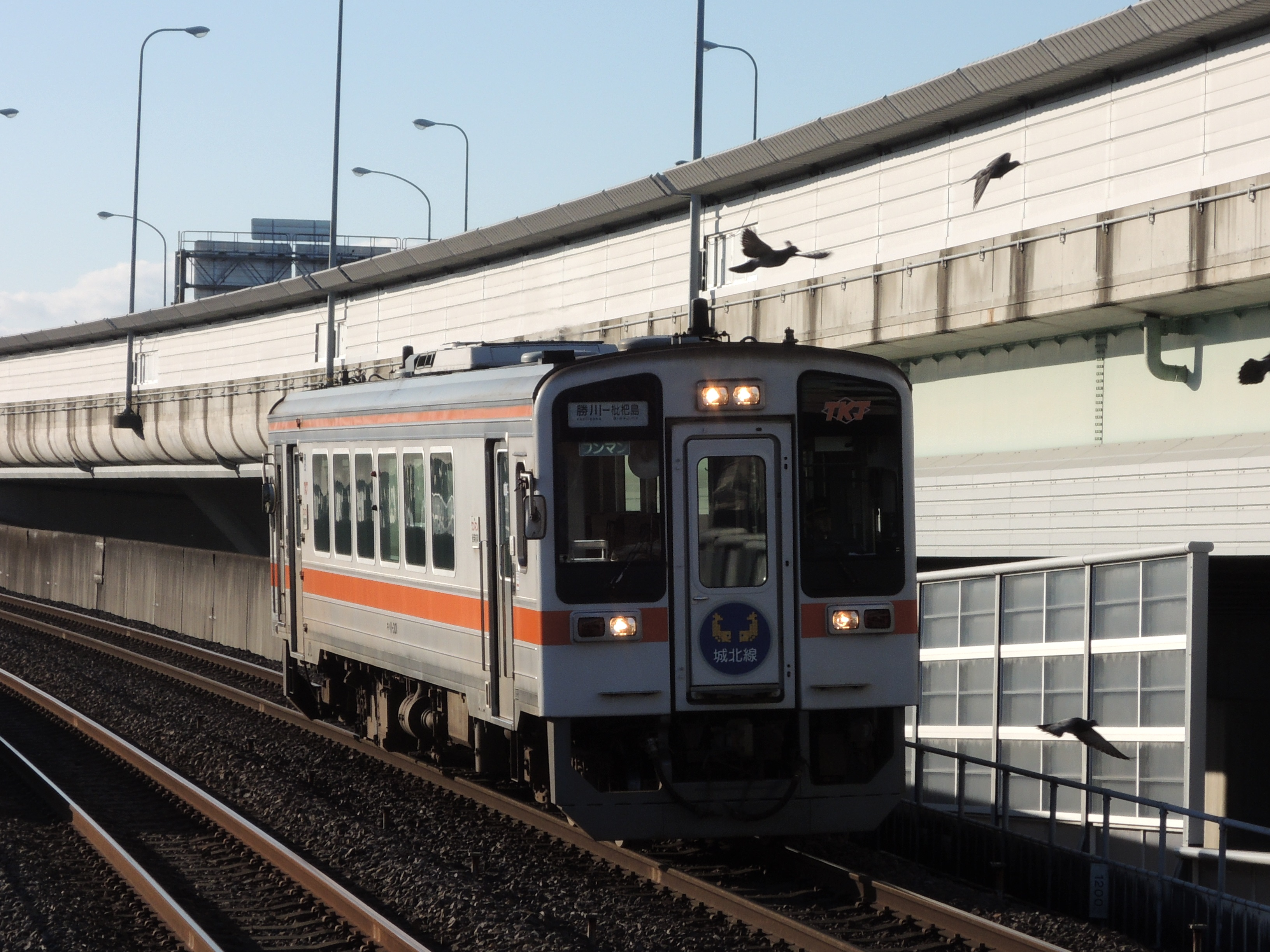
キハ11形300番台（2015年12月19日）

キハ11形（301・302）

JR東海から購入したキハ11形300番台。2015年9月8日、東海交通事業が2両を購入し同月24日に1両目を営業運転に投入、翌年3月頃を目途に残る1両を投入して既存のキハ11形200番台2両（201と202。「過去の車両」節も参照）を置き換えると発表した。投入にあたって、液晶画面で次駅や運賃を案内する機能を装備することが発表されている。
2015年9月24日より、201に代わって301が営業運転を開始した。
2016年3月22日には、202に代わって302が営業運転を開始した。
2016年6月15日より、302が側面の塗色を変更して運用を開始した。
2017年1月30日午後より、スギテツの杉浦哲郎作曲による車内チャイムの使用を開始した。枇杷島駅および勝川駅発車直後に流れる。
日常点検は勝川駅に隣接する仮設の検査場で行われ、大規模な検査・修理は東海旅客鉄道名古屋工場で行われる。JR東海では2010年度から新しい自動列車停止装置としてATS-PTが導入されているが、2両ともATS-PTへの対応工事は完了しているためJR東海区間での走行は従来通り可能である。
トイレが設置されているが、後述のキハ40形と同様に城北線内ではトイレは使用できない。

#### 過去の車両

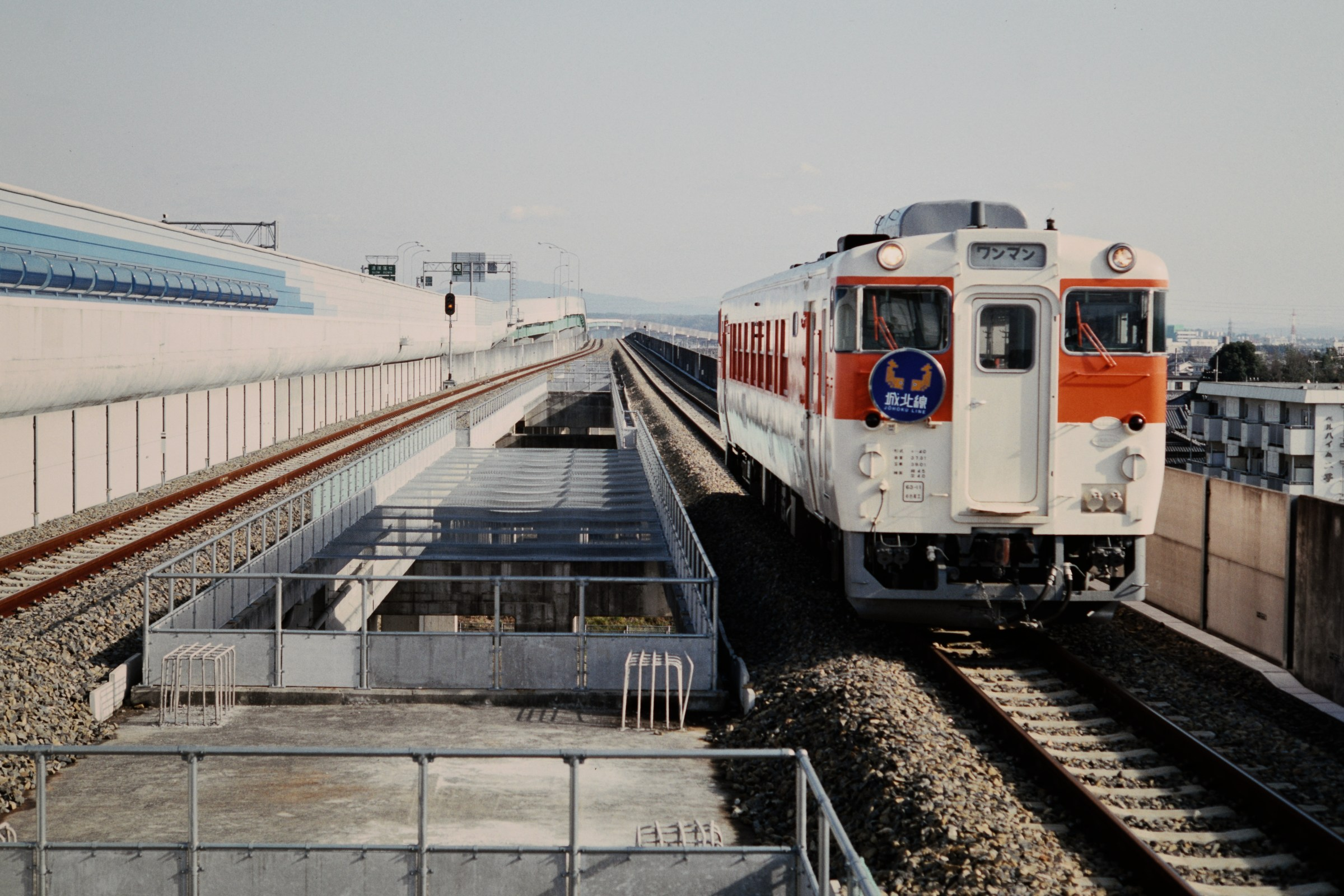
キハ40形2000番台（1992年1月2日）

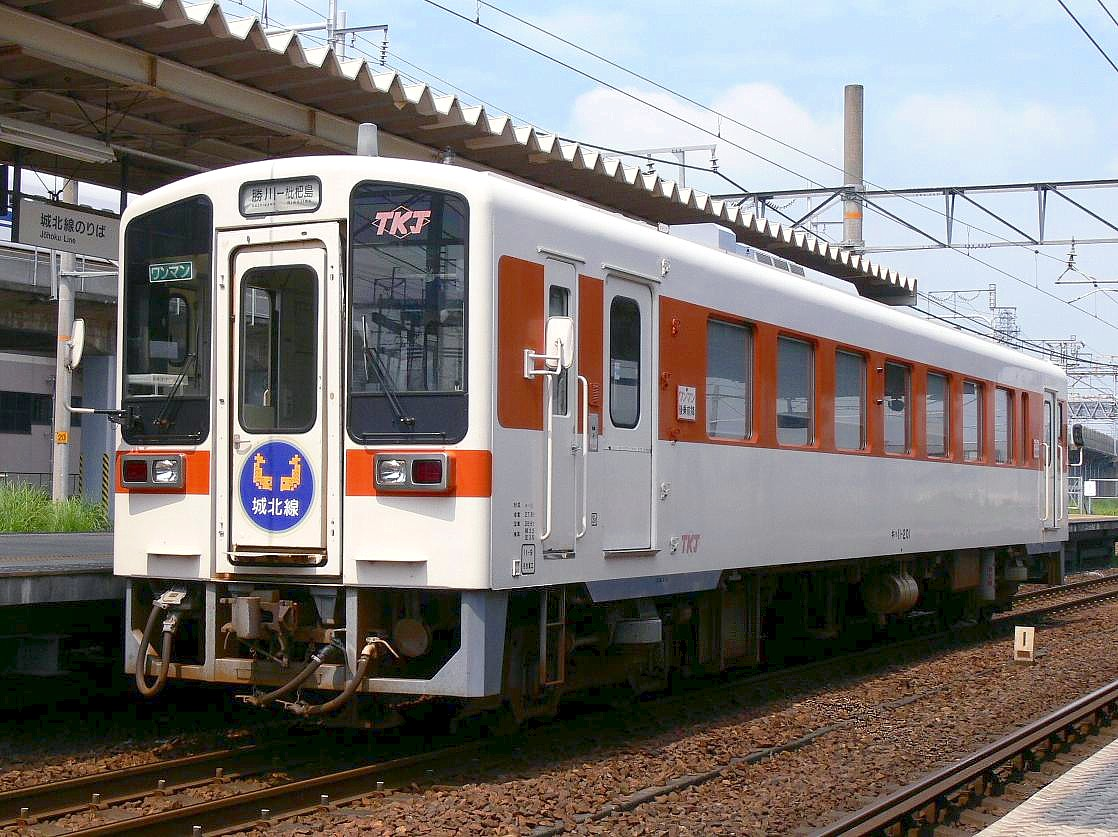
キハ11形200番台（2006年8月22日）

キハ40形（2057・2112）

1991年の城北線部分開業時に、親会社であるJR東海からキハ40形2両を借入れた。投入に際して、ワンマン運転対応設備の設置・客用扉ステップの埋め込み・外板塗色の変更が実施された。
自社キハ11形投入に伴い、1993年3月10日限りで運行を終了し返還されたが、その後も検査等による車両不足時には、城北線を走行することがあり、ごくまれではあるがキハ11-203の代わりに美濃太田車両区所属のキハ40形ワンマン運転対応車（6300番台）が城北線を走行することがあった。
トイレが設置されているが、城北線での運用時は使用できなかった。
キハ11形（201・202・203・204）

1993年の城北線枇杷島延伸（全通）時に新製された全長18m級の軽快気動車（NDC）。JR東海のキハ11形（100番台）と同形で、4両が製造された。ただし城北線で常用されていたのは201と202の2両のみで、客用扉のステップ廃止・外板塗色の変更等、城北線用に仕様が変更されている。
203と204については試運転時は201・202と同仕様だったが、直ちにJR東海車と完全に同仕様に改造され、新製時から城北線の線路使用料相殺のために同社の美濃太田車両区に貸し出され100番台車と高山本線・太多線で共通運用されていたが、201・202の両車の検査等による車両不足時には、203が城北線での代走を務めた。204に至っては最後まで城北線を走行したことがなかった。この2両は2015年に入ってJR東海車の123とともにひたちなか海浜鉄道へと譲渡されている。
キハ11形200番台の4両ともATS-PTへの対応工事は完了しているためJR東海区間での走行は従来通り可能であった。
2015年に、JR東海から前述のキハ11形300番台2両を購入して201・202共に翌年3月頃までに置き換えられることが決定。運用終了後は順次ひたちなか海浜鉄道に部品供給用として譲渡された。

### 運賃
大人普通旅客運賃（小児半額・10円未満切り上げ）。2019年10月1日改定。
| キロ程    | 運賃（円） |
| --------- | ---------- |
| 初乗り3km | 230        |
| 4 - 6     | 320        |
| 7 - 9     | 390        |
| 10 - 12   | 450        |

城北線ではTOICA、manacaなどのIC乗車カードは一切利用できない。また、名古屋市が発行する敬老パス・福祉特別乗車券も利用できない。

### 連絡乗車券
下記の範囲内でJR東海からの連絡乗車券が販売されている（名古屋市内を含む）。なお通過連絡も可能である。
枇杷島駅接続
JR東海：東海道本線 豊橋 - 大垣間、武豊線、高山本線 岐阜 - 美濃太田間、関西本線 蟹江 - 四日市間
JR東海交通事業：各駅
勝川駅接続
JR東海：高山本線 美濃太田、中央本線 中津川 - 名古屋間、太多線
JR東海交通事業：各駅

## 駅業務受託
JR東海の東海道本線、中央本線、太多線、高山本線、関西本線、飯田線などで、約133ある有人駅のうち、2021年2月現在、67か所56の駅で駅業務を受託している。かつては、駅業務受託のほか、簡易委託を地方自治体からの再委託の形で受託している駅もあったが、2011年10月1日の一身田駅および高茶屋駅無人化以降、同社で簡易委託業務を行っている駅は無い（現存している管内の簡易委託駅では、各駅所在地方自治体等が駅業務を行っている）。また、駅構内における飲料の自動販売機の設置・管理も行う。
JR東海の場合、多くの簡易委託駅に、マルス端末を設置しており、「JR全線きっぷうりば」（みどりの窓口）の表示はされていないが、乗車券類の購入ができる。ただし、払戻業務は行っていない。
同社が駅業務を受託している駅を管理するJR東海の直営駅は、管理駅と呼ばれJR東海の駅長が受託駅を監督している。
制服・制帽もJR東海の駅係員と同様だが、胸部の名札が白地に黒文字であることや、肩にあるワッペンがないことなどの相違点がある。

## 労働組合
- 東海交通事業労働組合（JR東海グループ労働組合連合会）
- 国鉄労働組合名古屋地方本部・静岡地方本部